# DeGoogle

Logo của Google

Phong trào DeGoogle (còn gọi là phong trào de-Google) là một chiến dịch cơ sở (grassroots campaign) xuất phát từ những người ủng hộ quyền riêng tư kêu gọi người dùng ngừng sử dụng hoàn toàn các sản phẩm của Google do lo ngại ngày càng tăng về quyền riêng tư liên quan đến công ty này. DeGoogle có thể được coi là một phần của phong trào phản đối đối với các công ty công nghệ lớn, đôi khi được gọi là techlash.